# Manuel Rodríguez Araneda
Manuel Rodríguez Araneda   (Santiago de Xile, 18 de gener de 1938 - Santiago de Xile, 26 de setembre de 2018) va ser un futbolista xilè.

## Selecció de Xile
Va formar part de l'equip xilè a la Copa del Món de 1962.